# Разделённая разность
Разделённая ра́зность — обобщение понятия производной для дискретного набора точек.

## Определение
Пусть функция {\displaystyle f} задана на (связном) множестве {\displaystyle X,} и фиксированы попарно различные точки {\displaystyle x_{0},\;\ldots ,\;x_{n}\in X.}
Тогда
разделённой разностью нулевого порядка функции {\displaystyle f} в точке {\displaystyle x_{j}} называют значение {\displaystyle f(x_{j}),} а разделённую разность порядка {\displaystyle k} для системы точек {\displaystyle (x_{j},\;x_{j+1},\;\ldots ,\;x_{j+k})} определяют через разделённые разности порядка {\displaystyle (k-1)} по формуле
{\displaystyle f(x_{j};\;x_{j+1};\;\ldots ;\;x_{j+k-1};\;x_{j+k})={\frac {f(x_{j+1};\;\ldots ;\;x_{j+k-1};\;x_{j+k})-f(x_{j};\;x_{j+1};\;\ldots ;\;x_{j+k-1})}{x_{j+k}-x_{j}}},}
в частности,
{\displaystyle f(x_{0};\;x_{1})={\frac {f(x_{1})-f(x_{0})}{x_{1}-x_{0}}},}
{\displaystyle f(x_{0};\;x_{1};\;x_{2})={\frac {f(x_{1};\;x_{2})-f(x_{0};\;x_{1})}{x_{2}-x_{0}}}={\dfrac {{\dfrac {f(x_{2})-f(x_{1})}{x_{2}-x_{1}}}-{\dfrac {f(x_{1})-f(x_{0})}{x_{1}-x_{0}}}}{x_{2}-x_{0}}},}
{\displaystyle f(x_{0};\;x_{1};\;\ldots ;\;x_{n-1};\;x_{n})={\frac {f(x_{1};\;\ldots ;\;x_{n-1};\;x_{n})-f(x_{0};\;x_{1};\;\ldots ;\;x_{n-1})}{x_{n}-x_{0}}}.}

## Свойства
Для разделённой разности верна формула
{\displaystyle f(x_{0};\;x_{1};\;\ldots ;\;x_{n})=\sum _{j=0}^{n}{\dfrac {f(x_{j})}{\prod \limits _{i=0 \atop i\neq j}^{n}(x_{j}-x_{i})}},}
в частности,
{\displaystyle f(x_{0};\;x_{1})={\frac {f(x_{1})}{x_{1}-x_{0}}}+{\frac {f(x_{0})}{x_{0}-x_{1}}},}
{\displaystyle f(x_{0};\;x_{1};\;x_{2})={\frac {f(x_{2})}{(x_{2}-x_{1})(x_{2}-x_{0})}}+{\frac {f(x_{1})}{(x_{1}-x_{2})(x_{1}-x_{0})}}+{\frac {f(x_{0})}{(x_{0}-x_{2})(x_{0}-x_{1})}}.}
Разделённая разность является симметрической функцией своих аргументов, то есть при любой их перестановке её значение не меняется, в частности,
{\displaystyle f(x_{0};\;x_{1})=f(x_{1};\;x_{0}),}
{\displaystyle f(x_{0};\;x_{1};\;x_{2})=f(x_{1};\;x_{0};\;x_{2})=f(x_{2};\;x_{1};\;x_{0}),}
{\displaystyle f(x_{0};\;x_{1};\;\ldots ;\;x_{n-1};\;x_{n})=f(x_{n};\;x_{n-1};\;\ldots ;\;x_{1};\;x_{0}).}
При фиксированной системе точек {\displaystyle (x_{0},\;\ldots ,\;x_{n})} разделённая разность является линейным функционалом, то есть для функций {\displaystyle f} и {\displaystyle g} и скаляров {\displaystyle a} и {\displaystyle b}:
{\displaystyle (a\cdot f+b\cdot g)(x_{0};\;\ldots ;\;x_{n})=a\cdot f(x_{0};\;\ldots ;\;x_{n})+b\cdot g(x_{0};\;\ldots ;\;x_{n}).}

## Применение
С помощью разделённых разностей функции {\displaystyle f} для узлов {\displaystyle (x_{0},\;\ldots ,\;x_{n})} можно записать как интерполяционный многочлен Ньютона «вперёд»:
{\displaystyle {\begin{array}{rcl}L_{n}(x)&=&f(x_{0})+f(x_{0};\;x_{1})\cdot (x-x_{0})+f(x_{0};\;x_{1};\;x_{2})\cdot (x-x_{0})\cdot (x-x_{1})+\ldots +f(x_{0};\;\ldots ;\;x_{n})\cdot \prod _{k=0}^{n-1}(x-x_{k})=\\&=&f(x_{0})+(x-x_{0})\cdot \left(f(x_{0};\;x_{1})+(x-x_{1})\cdot \left(f(x_{0};\;x_{1};\;x_{2})+\ldots +(x-x_{n-1})\cdot f(x_{0};\;\ldots ;\;x_{n})\ldots \right)\right),\end{array}}}
так и интерполяционный многочлен Ньютона «назад»:
{\displaystyle {\begin{array}{rcl}L_{n}(x)&=&f(x_{n})+f(x_{n};\;x_{n-1})\cdot (x-x_{n})+f(x_{n};\;x_{n-1};\;x_{n-2})\cdot (x-x_{n})\cdot (x-x_{n-1})+\ldots +f(x_{n};\;\ldots ;\;x_{0})\cdot \prod _{k=1}^{n}(x-x_{k})=\\&=&f(x_{n})+(x-x_{n})\cdot \left(f(x_{n};\;x_{n-1})+(x-x_{n-1})\cdot \left(f(x_{n};\;x_{n-1};\;x_{n-2})+\ldots +(x-x_{1})\cdot f(x_{n};\;\ldots ;\;x_{0})\ldots \right)\right).\end{array}}}
Преимущества:
- для вычислений разделённых разностей требуется {\displaystyle (n+2)(n+1)/2=O(n^{2})} действий (деления), что меньше, чем в других алгоритмах;
- вычислять значения интерполяционного многочлена можно по схеме Горнера за {\displaystyle O(n)} действий (умножения);
- хранения требуют {\displaystyle (n+1)} узел и {\displaystyle (n+1)} разность, причём разности можно хранить (получить) в тех же ячейках, где были заданы значения {\displaystyle f(x_{k})} ;
- по сравнению с интерполяционным многочленом Лагранжа упрощено добавление нового узла.

С использованием
{\displaystyle \left\{{\begin{array}{rcl}\omega _{j}(x)&=&(x-x_{0})\cdot \ldots \cdot (x-x_{j-1})=\prod \limits _{k=0}^{j-1}(x-x_{k})=\omega _{j-1}(x)\cdot (x-x_{j-1}),\;j>0,\\\omega _{0}(x)&=&1\end{array}}\right.}
первую из формул можно записать в виде
{\displaystyle L_{n}(x)=\sum _{j=0}^{n}f(x_{0};\;\ldots ;\;x_{j})\cdot \omega _{j}(x).}
С помощью многочлена Ньютона можно также получить следующее представление разделённых разностей в виде отношения определителей:
{\displaystyle f(x_{0};\ldots ;x_{n})={\frac {\left|{\begin{array}{ccccc}1&x_{0}&\ldots &x_{0}^{n-1}&f(x_{0})\\\vdots &\vdots &\ddots &\vdots &\vdots \\1&x_{n}&\ldots &x_{n}^{n-1}&f(x_{n})\end{array}}\right|}{\left|{\begin{array}{ccccc}1&x_{0}&\ldots &x_{0}^{n-1}&x_{0}^{n}\\\vdots &\vdots &\ddots &\vdots &\vdots \\1&x_{n}&\ldots &x_{n}^{n-1}&x_{n}^{n}\end{array}}\right|}}.}

## История
Ньютон использовал в своей общей формуле интерполяции (см. выше) разделённые разности, но термин, по-видимому, был введён О. де Морганом в 1848 году.

## Пример
На приведённом изображении рассмотрен пример вычисления разделённых разностей для
{\displaystyle {\begin{array}{rcl}f(x)&=&2x^{3}-2x^{2}+3x-1,\\x_{i}&=&i,\;i=0,\ldots ,n,\\n&=&5.\end{array}}}